# Aleiodes aciculatus
Aleiodes aciculatus – gatunek błonkówki z rodziny męczelkowatych.

## Zasięg występowania
Gatunek ten występuje we wschodniej części USA od Massachusetts i Florydy na wsch. po Dakotę Południową, Utah i Teksas na zachodzie.

## Budowa ciała
Osiąga 3-7mm długości ciała. Otwór gębowy mały i okrągły. Pole malarne dłuższe niż szerokość żuwaczek u podstawy.  Przyoczka małe, odległość między okiem. Na czubku głowy, za oczami występują poprzecznie ułożone, drobne wypukłości. Czułki złożone z 36 - 52 segmentów. Przedplecze długie - jego  długość jest większa niż odległość między przyoczkiem bocznym a żeberkiem potylicznym. Pierwszy tergit metasomy węższy z przodu i szerszy z tyłu. Na tergitach metasomy od 1 do 4 drobno zarysowane, podłużne linie, szczególnie dobrze widoczne są one na 4 tergicie gdzie tworzą, różnorodny, bardzo charakterystyczny i ułatwiający rozpoznawanie wzór jakby zarysowany igłą. Koniec goleni tylnych odnóży bez rzędu sztywnej szczecinki wzdłuż wewnętrznej krawędzi. Pazurki stóp bez grzebieni. Żyłka RS w tylnym skrzydle lekko falista. U samic koniec metasomy nie jest zwężony (dymorfizm płciowy).
Ubarwienie ciała w większości bądź całkowicie miodowożółte do jasnopomarańczowego, Jedynie końce czułków ciemnobrązowe lub czarne.. U samców wierzchnia strona metasomy ciemnobrązowa do czarnej. Skrzydła przezroczyste bądź lekko pigmentowane. Pterostygma dwukolorowa - czarna w środku i żółta po brzegach.

## Biologia i ekologia
Aleiodes aciculatus jest wewnętrznym parazytoidem larw ciem z rodziny sówkowatych, w tym Feltia ducens, Feltia subgothica i Mythimna unipuncta a także Euchlaena serrata z rodziny miernikowcowatych. Mumia gąsienicy ma długość oki 7 mm, jest ciemnobrązowa, smukła i gładka. Biologia jest stosunkowo słabo poznana. Imago poławiane są od kwietnia do końca września. Prawdopodobnie w ciągu roku występuje wiele generacji.